# Heinz Patzig
Heinz Patzig (Chemnitz, 19 de septiembre de 1929 - Brunswick, 28 de marzo de 2013) fue un jugador de fútbol profesional y entrenador alemán.

## Trayectoria

### Como jugador
Patzig played debutó como jugador profesional a los 19 años con el Fewa Chemnitz (club precedente al Chemnitzer FC) en Alemania. En 1950 Patzig huyó de Alemania y se fue a jugar en la Oberliga Nord en las filas del VfB Lübeck y Eintracht Brunswick, hasta que sufrió una lesión que le obligó a retirarse en 1961.

### Como entrenador
Después de su carrera como jugador, Patzing trabajó como entrenador asistente del Eintracht Brunswick durante 27 temporadas seguidas, desde 1963 a 1991, bajo el mando de entrenadores como Helmuth Johannsen, Otto Knefler, Branko Zebec, Uli Maslo y Aleksandar Ristić entre otros. Su mayor éxito en su carrera de asistente fue en 1967, cuando el Eintracht ganó la Bundesliga. Cuatro veces Patzig asumió el cargo de entrenador interino: en 1979, 1983, 1985, y 1986. En total, fue el entrenador durante 15 partidos en la Bundesliga y 13 en la 2. Bundesliga.

## Clubes
| Club                | País              | Año         |
| ------------------- | ----------------- | ----------- |
| Chemnitzer FC       | Alemania Oriental | 1948 - 1950 |
| VfB Lübeck          | Alemania Oriental | 1950 - 1954 |
| Eintracht Brunswick | Alemania Oriental | 1954 - 1961 |